# أمل إبراهيم جلول
أمال براهيم جلّول، من مواليد سنة 1975 بالجزائر العاصمة, هي مغنية أوبرا سوبرانو فرنكو-جزائرية.

## حياتها
أمال تعتبر واحدة من أكثر المطربين واعدة من جيلها، درست الموسيقى والكمان. وبدأت دراسة الغناء في عام 1995 في الجزائر، بعد أن اكتشفها نويل باركر نصحها بالذهاب إلى باريس لإنهاء دراستها، وبالفعل بدأت د راستها وتدريبها في  École Nationale de Musique at Montreuil مع بيتري فرانتز، ثم في المعهد الموسيقي الوطني العالي للموسيقى في باريس مع بوفيريه بيغي مالكولم ووكر، وعملت امل معه إلى أن تخرجت من المعهد الموسيقي في يونيو 2003.
بدأت في وقت مبكر جدا بالحصول على الادورا الرئيسية في المسارح الغنائية وفي عام 2002 غنت في Dido in Purcell's operaعمل ستوب ستيفن، وظهورت لأول مرة في دور Pamina مع أوركسترا الوطنية كوت إيل دو فرانس وهناك لاحظها الموسيقار René Jacobs ودعها للمشاركة في إنتاج جديد منSartorio's Giulio.

## أوبرا
- Adina (L'elisir d'amore - Donizetti)
- Mélisande, Yniold (Pelléas et Mélisande (opera)|Pelléas et Mélisande - Debussy)
- Antigone (Œdipe (Enesco)|Oedipe - Enesco)
- Véronique (Véronique (operetta)|Véronique - André Messager|Messager)
- Valletto/Amore (L'incoronazione di Poppea - Monteverdi)
- Despina (Così fan tutte - Mozart)
- Pamina (Die Zauberflöte - Mozart)
- Servilia (La clemenza di Tito - Mozart)
- Susanna / Barbarina (Le nozze di Figaro - Mozart)
- Dido (Dido and Aeneas - Henry Purcell|Purcell)
- Divers (The Fairy Queen - Henry Purcell|Purcell)
- Sesto (Giulio Cesare in Egitto - Sartorio]])
- Nanetta (Falstaff (opera)|Falstaff - Verdi)

## ألبوماتها
- Les Grands Motets de Lully
- Les Grands Motets de Charpentier

Amel chante la méditerranée - Souvenirs d'Al-Andalous*
- Le Jardin des Voix (Virgin Classics
- Giulio Cesare in Egitto
- Les milles et une nuits (Ame Son)

## وصلات خارجية
- أمل إبراهيم جلول على موقع ميوزك برينز (الإنجليزية)
- أمل إبراهيم جلول على موقع ديسكوغز (الإنجليزية)
- صفحتها الرئيسية - إنجليزي وفرنسـي
- مـقطع من يوتيوب - أمل براهيم تغني للموسيقار فيلا لوبـس على يوتيوب